# 李景白
李景白，台灣電視節目製作人，畢業於國立成功大學生物學系、國立陽明大學生化研究所；原本過去一向從事研究工作，並打算要出國繼續深造，直到30歲時決定轉換跑道至大眾傳播界。李景白長期觀察社會現象，在製作節目上，對於如何經營節目以及協助藝人邁向成功，有個人想法。目前擔任旅遊生活頻道《瘋台灣》等其他節目製作人、同時也是台灣電視節目主持人謝怡芬(Janet)的經紀人。2013年7月起，擔任中天綜合台美食節目《東西吃了沒》製作人。現任世新大學廣播電視電影學系兼任講師。

## 電視節目製作
- 台視《麻辣傳真》編導
- 台視《周末晚點名》編導
- 民視無線台《美鳳有約》製作人
- 旅遊生活頻道《瘋台灣》製作人
- 中天綜合台《東西吃了沒》製作人
- 客家電視台《客家熱點子》製作人
- 非凡新聞台與緯來綜合台《水下三十米》製作人
- 緯來兒童台《天才接班人》製作人

## 獎項
| 年份   | 獲提名              | 獎項                       | 結果 |
| ------ | ------------------- | -------------------------- | ---- |
| 2019年 | 《水下三十米》      | 第54屆金鐘獎生活風格節目獎 | 獲獎 |
| 2024年 | 《沈睡的水下巨人 》 | 第59屆金鐘獎節目類攝影獎   | 待定 |

## 外部連結
- 聽聽幕後推手怎麼說 看雜誌第56期 2010年2月11日 作者:  洛意如、林平
- 方文琳真感情露餡 製作人李景白友達以上
- 向電視製作人學敏銳感 台北人力銀行[永久]